# 農奴解放令

農奴解放令の布告を聞く農民たち（ボリス・クストーディエフ画）
ロシア農民の不満と不信は直ちに騒擾となった。内務省の資料によれば、1861年3月すでに7県で発生していたが、4月には28県、5月に32県と拡大し、軍隊が鎮圧した。

農奴解放令（のうどかいほうれい）とは、1861年3月にロシア皇帝のアレクサンドル2世が発した法律および条令である。法律は農奴制廃止の基本的条件を定めた。条例は全国を4つに区分した上で、各地域の実情を考え、土地分与・義務・義務償却等の条件を確定した。4地域で一番広いのは大ロシアを中心とするものであった。残り3地域は小ロシア、白ロシア、そして南西部（ドニエプル川右岸ウクライナ）であった。小ロシアでは特に領主の利益が尊重された。ポーランド貴族が領主であった南西部では、1847-8年導入の土地台帳を基準として分譲された。白ロシアは開放時の耕作地がそのまま分譲された。解放令は領主に分譲地の代金を与えたが、1863年6月と1866年11月に御料地と国有地についても裁可された。
農奴解放の制度的素地は東欧の1848年革命にあり、ハンガリーの例が研究されている。

## 解放令発布まで
農奴解放令が実現するにあたって、ロシア国内でスラヴ派の果たした役割は大きい。1855年にコンスタンチン・アクサーコフは諮問機関として「地方自治会（ゼムスキー・サボール）」を設置するよう皇帝に進言し、1858年にはユーリー・サマーリンが貴族委員会委員となり、農奴制改革の準備と実施に参与している。

## 解放令の内容
解放令発布後2年間を準備期間とする。1863年2月19日に全農奴が「人格的に」無償で解放される。しかし土地所有権は全く領主に留保された。僕婢でない農奴は土地を有償で分譲してもらえる。対価は条例によった。権利書は領主の選んだ役人の調停により作成される。農民側が調停に参加するときは、個々人ではなくて、共同体が交渉の単位となったし、対価を支払う責任も負担するものとされた。この対価は巨額であるので、政府が75-80％を農民に貸し付ける形で領主に証書で代納できることになっていた。この貸付金は年賦であったが、年利6％をつけて49年間かけて返さなくてはならなかった。1912年に完済をめざして、ロシア政府は共同体を再編成し統治機構に組み込んだが、実際の行政は領主に委ねられた。
分譲可能面積は条例で細かく決められていた。肥沃かどうかで4地域がさらに区分され、1人あたりの分譲率を定めていた。領主は、農民との合意のもとに無償で贈与するという条件で、大幅に可能面積を削減する権利を与えられていた。可能面積は最大でも所領適地の2/3であって、この制限が分譲率と競合した場合に優先された。具体的な分譲地の配置は領主が自由に決めることができた。総じて、農民に分譲された面積の平均は、解放前の耕作面積より小さかった。人口調査登録農1000万人あまりの95.2％が6デシャチーナ以下であり、2-4デシャチーナしか保有しない農民だけで54.2％を占めた。
物納は認められず、基本的に対価は貨幣で支払うこととされた。まず土地代は、条例の貨幣地代に100/6をかけた値とされた。貨幣地代が6ルーブルなら土地代は100ルーブルとなった。大ロシアの場合は土地代だけでなくて、解放前に領主が農民の人格に課していた貢租も貨幣に換算のうえ対価に組み入れられた。非黒土地帯の領主は土地の等級分けを利用し対価を稼いだ。特定の分譲可能地には大枠の対価が決まっており、それを最初に分譲する1デシャチーナに50％も、次の1デシャチーナには25％も割りあて、残りの分譲地ぜんぶに対価の25％を配分するようなことをしたのである。こうして分譲面積が狭い場合でも領主は高収入をあげた。
土地は個人に与えられるのではなく、まとめてミールに渡され、そこから農民が分与地を得ることになっていたが、支払える農民は稀で、ほとんどがミールの所有となった。

## 新ロシア開発
解放後、ロシア中央部から辺境へ大規模な移住がおこった。1860年代、新ロシアへ移住した者は約20万人に達し、これが1871-1916年の間に120万2000人ともなった。人口増が顕著であったのは、タヴリダ、ヘルソン、ドニプロであった。タヴリダ県北部へドイツ人が入植するにあたっては、ロシア政府によって一定面積の土地が割り当てられた。たとえば、ベルジャンスク郡に移住したメンノー派入植者は、農戸あたり65デシャチーナの土地を受け取った。主としてメリトポリ郡へ入植した他のドイツ人も、農戸あたり60デシャチーナを受け取った。ドイツ人移住者の15-20％は土地をもたず、農業以外の仕事をしていた。ヘルソン県でも、特に南部に多数のドイツ人が入植した。オデッサ郡のドイツ人入植者は、全部で12万9353デシャチーナの土地を政府から受け取った。それに加えて、彼らは貴族の大土地所有者から7万6652デシャチーナの土地を購入した。
このようにドイツ人入植者はロシア政府から特別の保護を与えられた。ブルガリア人・ユダヤ人入植者も、ドイツ人とほぼ同様の保護を与えられた。ブルガリア人の場合、1861-63年にダヴリダ県北部へ入植した者で、妻帯している者に対して各々50デシャチーナの土地が国から与えられた。マリウポリでも外国人入植者に多くの土地が分与された。
ドイツ人入植者は1860年代初頭まで牧羊（ドイツ本国のウール生産高が低下する時期に行われた）に従事していた。その後は耕作するようになった。1870年代になると彼らはダヴリダ県北部を中心に独自の穀物栽培方法を形成した（農具の全体改良、施肥休閑地、収穫即時脱穀）。こうして2-3人という労働力で、従来の20-30デシャチーナから40-60デシャチーナも耕作できるようになった。鉄道・港湾が整備され、穀物は食べる分が残るかどうかに関係なく輸出される構造ができていた。生産力は否応なしに向上し、ドイツ人入植者に富をもたらした。なかんずく1880年代は入植者による土地購入が盛んであった。ロシア人農民はドイツ人の成功例をみてから土地を購入するようになった。
新ロシアへ投資をしていたのはドイツだけではなかった。フランス鉱業資本との緊張は露仏同盟につながった。

## 国際経済改革
クリミア戦争敗北後の急激な近代化が1858-59年の銀行危機とモーゲージ貸出停止をもたらした。ここで農奴解放令が不可避となった。また、講和を仲介したプロイセン王国という債権者がロシア内政に影響力をもっていた。プロイセンは1840年代にエレクトラル・ウールを世界中へ輸出し外貨を蓄えてから工業化した。ロシアに対しては農具を輸出し穀物を輸入するというリカード的な国際分業を達成した。1857年以降は資本輸出も盛んに行った。これを受けて1860年、ロシアは国立銀行を設置した。そして償還を計画した。完遂には農業を合理化する必要があった。そこで2つの政策が実行された。まず、ドイツ農民を受け入れる。そして、綿花のアップランド種を輸入する。農奴解放令はドイツ農民の受け入れを中間目標として実施された。法案の策定過程において、ロシア貴族は解放路線に反対した。しかし農奴解放令は制定された。国債償還のためには仕方ないことであった。ロシアの土地は処分されてゆき、その代金や、農民の所得が、ズベルバンクの元になる貯蓄となった。小ロシアではドイツ人、ポーランド人、そしてフランス資本が複雑な国際経済関係を醸成した。合理化に対する態度は、貴族の間でまちまちとなっていった。1883年にアップランドが中央アジアへ移植され、4年後に独露再保障条約が結ばれた。ロシアの資本主義は19世紀末から発展した。